# 유랑의 검호
"유랑의 검호"는 1968년 개봉된 대한민국의 영화이다.

## 배역
- 박노식
- 남정임
- 윤일봉
- 김석훈
- 태현실
- 이예춘
- 오지명